# Solanum dulcamaroides

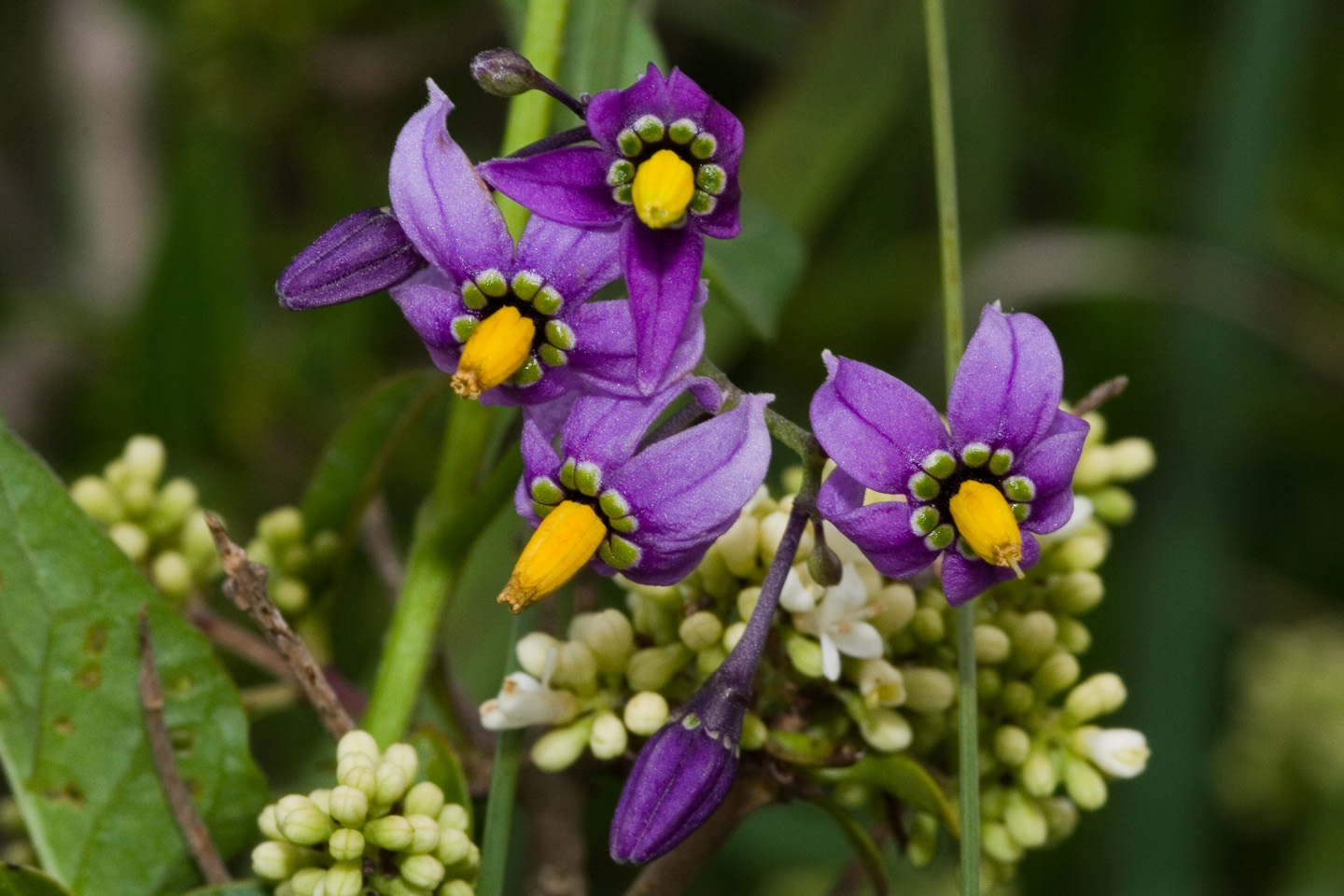
Solanum dulcamaroides

Solanum dulcamaroides ist eine Pflanzenart aus der Gattung der Nachtschatten (Solanum). Innerhalb der Gattung wird sie in die Dulcamaroid-Klade eingeordnet.

## Beschreibung

### Vegetative Merkmale
Solanum dulcamaroides ist eine holzige Kletterpflanze, die oftmals bis in die Kronen der Bäume wächst, an denen sie empor klettert. Die Stängel sind spärlich bis dicht behaart, die Trichome sind bis zu 0,5 Millimeter lang, wirr, sehr dünn, einreihig und unverzweigt. An etwas stärker behaarten Exemplaren sind auch vereinzelte gegabelte oder verästelte Trichome zu finden. Die Rinde älterer Pflanzen ist gelblich braun, verkahlt und an sehr großen Stängeln auch verkorkt.
Die sympodialen Einheiten besitzen mehrere Laubblätter. Die Laubblätter sind meist einfach, nur gelegentlich (besonders an jüngeren Stängeln) fiederspaltig. Sie werden meist 4 bis 10, selten nur 2,5 Zentimeter lang und 2 bis 8 (selten nur 1) Zentimeter breit. Die Blattspreite ist dick und fleischig, ihre Form ist elliptisch bis umgekehrt eiförmig, die breiteste Stelle befindet sich für gewöhnlich im unteren Drittel. Die Oberseite kann unbehaart und glänzend sein, wobei sich Trichome nur an den Blattadern befinden, bis hin zu einer gleichmäßigen Behaarung mit bis zu 0,5 Millimeter langen Trichomen. Die Behaarung der Unterseite fehlt entweder oder gleicht der Oberseite, wobei jedoch die Trichome entlang der Adern dichter stehen. Von der Blattachse gehen sechs bis sieben Paare von Hauptadern aus, welche sich zu einer deutlich ausgeprägten Randader vereinigen, die sich etwa 0,5 Zentimeter vom Blattrand entfernt befindet. Die Basis der Blattspreite ist spitz bis abgeschnitten, nur gelegentlich auch leicht herzförmig, nach vorn ist sie zugespitzt, oftmals mit einer verlängerten Spitze versehen. Der Blattrand ist ganzrandig, an der Basis können ein oder zwei 0,5 bis 0,7 Zentimeter lange Teilblätter an bis zu 0,4 Zentimeter langen Stielchen stehen. Der Blattstiel ist gewunden, bis zu 5 Zentimeter lang, unbehaart oder ähnlich der Stängel und Laubblätter behaart, entlang der auf der Unterseite befindlichen Furche ist die Behaarung dichter.

### Blütenstände und Blüten
Die Blütenstände stehen endständig oder seitlich und werden meist 7 bis 20 Zentimeter lang, können jedoch auch länger werden, vor allem zur Fruchtbildung verlängern sie sich weiter. Sie sind mehrfach verzweigt und tragen bis zu 80 Blüten. Sie sind unbehaart oder ähnlich den Stängeln mit einfachen, einreihigen oder gelegentlich verzweigten Trichomen behaart. Der Blütenstandsstiel ist 1,5 bis 5 Zentimeter lang, die einzelnen Blütenstiele 1 bis 1,6 Zentimeter bei einem Durchmesser von etwa 1 Millimeter an der Basis und 1 bis 1,5 Millimeter an der Spitze. Zur Blütezeit sind sie zurückgebogen oder nickend. An der Basis sind sie von einer kleinen Hülle umgeben, die beim Abfallen einen kleinen Zapfen am Blütenstand zurücklässt, der Abstand zwischen den Blütenstielen beträgt 5 bis 10 Millimeter.
Die Blüten sind fünfzählig, alle Blüten sind vollständig ausgebildet. Die Knospen sind kugelförmig und sind an den hervorstehenden Kanten der Kronblattränder aufgeweitet. Die Krone ragt bereits lange vor der Blütezeit aus der kurzen Kelchröhre hervor. Diese ist zur Blütezeit 1,5 bis 2 Millimeter lang, abgeflacht bis leicht konisch, die Kelchlappen sind kürzer als 0,5 Millimeter und bilden fast nur schwach ausgebildete Kelchzähne am Rand der Kelchröhre. Die Behaarung ist fehlend bis spärlich aus einfachen Trichomen bestehend, an den feinen Kelchlappen ist sie etwas dichter. Die Krone misst meist 2,5 bis 4, selten nur 2 Zentimeter im Durchmesser. Sie ist sehr auffällig violett bis tief purpurn gefärbt und sternförmig-radförmig. Die Kronblätter stehen auf etwa 2/3 der Länge frei und bilden so 0,9 bis 1,5 Zentimeter lange und 0,6 bis 0,7 Zentimeter breite Kronlappen, die zur Blüte abstehend oder leicht becherförmig zusammengeneigt sind. Entlang der Ränder und den kaputzenförmigen Spitzen sind sie dicht papillös, ansonsten jedoch unbehaart. Die Staubfäden sind im unteren Bereich von etwa 0,5 Millimeter zu einer Röhre verwachsen, der freistehende Teil ist etwa 1,5 bis 3 Millimeter lang. Die Staubbeutel sind 4,5 bis 5 Millimeter lang, 3 bis 3,5 Millimeter breit, elliptisch bis fast kugelförmig und gelb gefärbt. Sie sind locker zusammengeneigt, die achsabgewandten Seiten verdickt und vergrößert, so dass die einzelnen Theken nicht erkennbar sind. Pollen wird über Poren an den Spitzen der Staubbeutel abgegeben, die sich jedoch auch im Alter nicht zu Schlitzen erweitern. Der Fruchtknoten ist unbehaart, die Narbe ist klein, kopfig und fein papillös.

### Früchte und Samen
Die Früchte sind kugelförmige Beeren mit einem Durchmesser von 2 bis 2,5 Zentimeter. Zur Reife sind sie leuchtend rot und saftig, das Perikarp ist dünn, glänzend und unbehaart. Die Blütenstiele haben sich an der Frucht auf eine Länge von 1,5 bis 2,5 Zentimeter verlängert, an der Basis messen sie nun 1 bis 1,5 Millimeter im Durchmesser. Durch das Gewicht der Früchte hängen sie herab, der Kelch ist zu einer flachen Platte geworden. Je Frucht werden etwa 20 Samen gebildet, diese sind flach nierenförmig, 5 bis 6 Millimeter lang und 4 bis 5 Millimeter breit. Ihre Farbe ist rötlich braun bis blass braun. Bei Samen aus unreifen Früchten erkennt man eine fein gekörnte Oberfläche, bei reifen Samen hingegen ist die äußere Zellwand der Samenschale bis zu 1 Millimeter hervorstehend, so dass die Samen behaart wirken.

## Verbreitung und Standorte
Die Art ist vom mittleren Mexiko bis nach Nicaragua verbreitet und ist dort in laubabwerfenden und immergrünen Wäldern zu finden. Die Standorte reichen von nahezu Meeresspiegelhöhe bis in Höhenlagen von 2100 Metern.